# Tony Grey
Tony Grey (Newcastle, 1975) è un musicista inglese.
Ha iniziato a suonare il basso elettrico quasi per caso. In seguito ad un incidente d'auto che lo ha immobilizzato a letto per diversi mesi ha iniziato a studiare musica appassionandosi in seguito al basso elettrico. Ha studiato all'università Berklee College of Music ed ha avuto modo di suonare con John McLaughlin, Hiromi Uehara, Gavin DeGraw, Dennis Chambers, David Fiuczynski e molti altri.Tony Grey ha prodotto e realizzato il suo primo cd "Moving", nel 2004. Il cd include le canzoni "Awaken" e "White Woods" con la collaborazione del vocalista indiano Falguni Shah. 
Nel 2008 ha realizzato il suo secondo album “Chasing Shadows” con l'etichetta discografica Abstract Logix. L'album è stato prodotto da Tony Grey e dal pianista Oli Rockberger e vede tra gli altri la partecipazione all'armonica di Gregoire Maret. La sua ultima produzione discografica “Unknown Angles” realizzato con l'etichetta ObliqSound nel 2010 vede la partecipazione del maestro indiano U.Shrinivas e del percussionista Selvaganesh.